# Idioma bughotu
Bughotu (también escrito Bugotu) es una lengua oceánica hablada en las Islas Salomón. Sus hablantes viven en la Isla de Santa Isabel y en la pequeña vecina Isla Furona.